# イシダ
株式会社 イシダ（英称：ISHIDA CO.,LTD.）は、京都府京都市左京区に本社を置く主に業務用の計量・包装機の製造販売をおこなう企業である。

## 会社概要
主に自動計量機とその周辺機器類の製造販売をおこなう。計量機類メーカーの中では国内最古参メーカーの一社としてその名を知られると共に、「はかりのイシダ」と呼ばれるように、業務用計量機器でその強さを誇る。各分野にシェアを持つ中で、特に食品生産ラインでのシェアは70%以上に及ぶ。
長年培った計量技術をコアとして、計量から包装、検査、表示、箱詰め、情報ネットワークまで全て自社製品による一連のシステム提案を得意としている。これにより主力の食品から農産物の出荷、産業用まで幅広い分野での課題解決を一貫して支援できる。国内外に決算連結しているグループ社が30社あり、国内外問わず食の安全・安心、省力化、省人化のニーズに対してグローバルに製品展開している。
創業当初から、計量器を主力製品としてきたが、近年では計量・包装・検査・値札貼りなど一連の作業機械や、各種計量・生産管理システムの製造など物流分野への動きも強まっている。2016年には製薬や病院向けの医療・医薬事業において、外来患者案内システムを開発・納入しており、医療・医薬事業への参入と強化を図る。

## 沿革
- 1893年（明治26年）- 京都で二代目石田音吉が衡器制作の免許を受けて石田衡器製作所を創業。
- 1933年（昭和8年） - 石田式不変敏感自働秤の完成。
- 1948年（昭和23年）- 株式会社に改組 株式会社石田衡器製作所設立。
- 1953年（昭和28年） - 国内初の自動上皿天秤発売。
- 1959年（昭和34年） - 自動秤量機の発売。
- 1967年（昭和42年）- 石田隆一社長就任。
- 1968年（昭和43年）- 滋賀工場を竣工。
- 1969年（昭和44年）- 業界初の電子計算ハカリ「デジタル75」発売。
- 1972年（昭和47年）- 世界初のコンピュータスケール「ACW」完成。
- 1975年（昭和50年）- ウェイトチェッカー「DACS」発売。
- 1977年（昭和52年）- 日本初のロードセル商業ハカリ開発。
- 1978年（昭和53年）- コンピュータスケールの輸出開始。
- 1979年（昭和54年）- コンピュータスケール「CCWシリーズ」発売。
- 1985年（昭和60年）- イシダ・ヨーロッパ設立（英国）。
- 1988年（昭和63年）- POSシステム「I.Pro21」を発売、POS市場に参入。自動計量包装値付機「Wmini-EX」発売。大林ISHIDA衡器製作所を設立（現 Ishida Manufacturing Korea/韓国）。
- 1990年（平成2年）- イシダ・ド・ブラジル設立（ブラジル）。
- 1993年（平成5年）- 創業100周年。社名・コーポレートシンボルを変更。指定製造事業者認定取得。
- 1996年（平成8年）- イシダマレーシア設立（マレーシア）。
- 1997年（平成9年）- ISO09001取得。
- 1998年（平成10年）- 国内初となる「無線式電子棚札システム」完成。
- 2003年（平成15年）- 縦型ピロー式包装機「ASTRO」発売 包装機市場に本格参入。
- 2004年（平成16年）- ISO14001取得。
- 2005年（平成17年）- 新POSシステム「i-partners」発売。
- 2010年（平成22年）- 石田隆英社長就任。ノントレー包装機「NTP-UNI」発売。
- 2011年（平成23年）- 世界最小の自動計量包装値付機「Dtop-UNI」発売。
- 2013年（平成25年）- 創業120周年。ロゴマーク刷新。加工技術センター竣工。
- 2015年（平成27年）- 滋賀事業所竣工。
- 2016年（平成28年）- 医療システム事業に参入。
- 2017年（平成29年）- コンピュータスケール初号機が機械遺産に認定。
- 2018年（平成30年）- 初の単独提供番組「ロザンのシガQ」（びわ湖放送、後述）を放送。
- 2020年（令和2年）- バンコク（タイ）にアジアテクニカルセンター(ATC)を開設。

## 主な製造品目と製品

### 計量・包装・値付
- 組み合わせ計量機（コンピュータースケール）

計量の自動化・高速化・省人化とコスト削減を目的に造られた産業機械。イシダが世界で初めて「組み合わせ計量機」を生み出したパイオニアとなる。原理は商品を数個ずつ分散し、それぞれを別々に複数の計量器で計量、それぞれの計量値をコンピューターで組み合せ計算を行い、設定した質量を下回ることなく最も近い組み合せを選び出す。イシダのラインナップとして「CCW-RV」シリーズなどがある。特徴として最高0.5g〜1.0gの計量精度による高精度計量を最大210回／分高速稼働が可能となっている。また、これまでに様々な企業のあらゆる品種に対応してきたこともあり、機器のバリエーションが非常に豊富である。
- 縦型ピロー包装機

フィルムを高速で安定供給しつつ袋状に成形、内容物を詰め、封をするといった一連の作業が可能な包装機械。イシダのラインナップとして「ASTRO」などがある。
- 箱詰め装置

商品の箱詰めを自動化し、ラインの効率化を実現するための装置。イシダのラインナップとして「ACP-601」がある。特徴としてパラレルリンク機構を搭載し、多様な積み方に対応している。
- 自動計量包装値付機

生鮮食品のパック商品を準備するために必要な「計量」「包装」「印字」の作業工程を１台で対応できる包装機械。ゴミ削減、コスト削減を実現する。台紙レスラベルにも対応できる。イシダのラインナップとして「WMシリーズ」などがある。

### 検査・検出装置
- X線検査装置

商品内の金属片、ガラス、石、骨といった異物混入や製品不良を高精度に検査可能な検査装置。イシダのラインナップとして「IX-GN/EN」などがある。「IX」シリーズの特徴として見つけにくい骨などの異物を見つけるための高感度タイプから、長期保証タイプといった様々な要望に対応できる点が挙げられる。また、独自の「遺伝的アルゴリズム（Genetic Algorithms）」を採用しており、技術者の経験や勘に頼らないコンピュータによる安定した高精度な検出能力を実現している。
- 金属検出機

鉄などの金属、ステンレスや銅などの非鉄系金属も含めた多様な金属異物を高感度で検出する検出機械。イシダのラインナップとして「cosmo-one」などがある。特徴としてコンベヤ式で検出感度は自動設定、誰でも最適感度で使用可能となっている。
- ウェイトチェッカー

生産ライン上で高精度な質量チェックを行い、生産効率を低下させることなく製品品質の向上が可能となる質量検査機。イシダのラインナップとして「DACS-GN」などがある。特徴として安全・安心な生産をサポートするテスト運転機能を搭載。また、製品により大型商品用、紙パック用、デザートカップ用といった多彩な商品に対応が可能となっている。

### 電子天秤、台秤
- 電子天秤

高精度な計量、長期安定性、優れた耐久性を実現する電子型天秤。「CBシリーズ」、「UBシリーズ」などがあり、防水・防塵のタイプも揃える。
- 台秤

ベーシックなタイプの計量器。重量格差の大きい商品でも秤量（ひょうりょう）切換えにて対応が可能。電子質量ハカリ「ITシリーズ」、防水型「IWシリーズ」などがある。

### 対面プリンタ
- スケールレジスター

計量POSレジの機能はもちろん、計量ラベルプリンター機能を併せ持った1台2役のレジスター。イシダのラインナップとして「UNI-9シリーズ」などがある。台紙レスラベルにも対応している。

### 流通情報システム
- 本部システム

本部・店舗全体の基本業務を効率化するための経営支援ソリューションシステム。販売計画システム、作業改善LSPシステム、計量器マスタ管理システムによりロスを削減させ、生産性・利益向上に貢献する。イシダは「Freshシリーズ」として展開している。
- POSシステム

販売による売上実績を集計・管理するシステム。イシダはバックヤード機器との連動性を追及したシステムを展開している。ラインナップとして「iSPシリーズ」がある。また、人手不足が問題となっている昨今に向け、顧客自身が支払いをするセミオートPOSも販売している。

### 店舗販促
- POP作成システム

オリジナルのPOP作成が可能な販促システム。イシダのラインナップとして「POPingNetz X」がある。本部と店舗間をネットワーク連携させ、店舗ごとにカスタマイズされたPOP作成が可能。また計量機器とも連携でき、簡単&スピーディにPOP発行が可能となっている。
- 水自動販売機 他

イシダとして店舗への集客、販売促進に繋がる機器として、「ミネラル水自動販売機」「パウダードライアイスサービス機」を展開している。

### 電子棚札システム
- 電子棚札システム

商品の値段を電子表示させる機器及び管理するシステム。これにより、売価ロス・作業ロス・販売チャンスロスの削減が見込まれる。イシダのラインナップとして「i-degiitaシリーズ」がある。また、近年ではこの電子棚札のシステムを応用し、病院の外来患者案内システムとしても展開している。こちらは「i-degiita＋M」として展開している。

### 衛生管理
- 電解次亜水生成機

除菌水として活用可能な次亜水を生成する機器。塩と水を電気分解することで生成される。活用用途は食材の殺菌や設備・備品を除菌である。食中毒菌やノロウイルスなどに効果があるとされている。イシダのラインナップとして「i-CLシリーズ」があり、1分間に15L生成する小型タイプから、1分間に150L生成する大型タイプを展開している。
- アニサキス検査装置

様々な魚種にひそむ寄生虫アニサキスを検出する装置。イシダのラインナップとして「i-Spector」がある。ブルーライトと特殊フィルムにより目視で発見・排除をサポートする。

### ソーティング/ピッキングシステム
- さいまるシリーズ

## 広報活動
かつて社名変更時（1993年頃）には、同じ姓であることから石田ひかりを同社のイメージキャラクターとして起用していたことがある。
京都のFM局、α-STATIONの番組「α-MONTHLY COLORS」にて2010年3月まで単独スポンサーを務めた。現在は「J-AC TOP40」のスポンサーのほか、スポットでラジオCMを放送している。また1990年代後期から2000年代中期にかけて、大阪のFM局、FM802で当時昼の時間帯に放送されていた「FLOWER AFTERNOON」内でラジオCMを放送していたこともある。最近では年末を中心に、スポットで2012年年末からおすぎとピーコ、2013年年末から国生さゆりと稲川淳二、2014年年末から内田裕也、2022年末からMattと桑田真澄親子を起用したテレビCMを放送している。
また、2018年以降は毎年9月には単独スポンサー番組として「ロザンのシガQ」（司会：ロザン）がびわ湖放送にて放送されている。なお同番組では、予選会をイシダ滋賀事業所にて行い、その模様も放送している。
また、この番組が縁でびわ湖放送では土曜を中心にイシダのCMが放送されている。（ただし、年末を中心に放送されているスポットCMではなくびわ湖放送オリジナルのイシダ滋賀事業所のCSR活動を紹介したCMが多い。）

## 関連会社

### 国内関連会社
- 新光電子株式会社
- 日新電子工業株式会社
- 北海道イシダ株式会社
- 日東イシダ株式会社
- 株式会社イシダシステム開発
- 株式会社七宝商事
- イシダ総合システム
- 株式会社イシダエンジニアリング
- イシダアイテス株式会社
- 株式会社イシダ・フィールドサポート
- 関西イシダ株式会社
- 和歌山イシダ株式会社
- 山陽イシダ株式会社
- 四国イシダ株式会社
- 西日本イシダ株式会社
- 鹿児島イシダ株式会社
- 沖縄イシダ株式会社

### 海外関連会社
- ISHIDA EUROPE LTD.（本社：イギリス）
- SHANGHAI ISHIDA ELECTRONIC SCALES LTD.（中国）
- ISHIDA MANUFACTURING KOREA CO., LTD.（韓国）
- ISHIDA KOREA CO., LTD.（韓国）
- ISHIDA THAILAND CO., LTD.（タイ）
- ISHIDA SYSTEM (M) SDN., BHD.（マレーシア）
- ISHIDA INDIA PVT. LTD.（インド）
- ISHIDA CANADA INC.（カナダ）
- ISHIDA DO BRASIL LTDA.（ブラジル）
- ISHIDA VIETNAM CO., LTD.（ベトナム）
- PT. ISHIDA INDONESIA（インドネシア）